# Quantenkontrolle
Quantenkontrolle zielt auf die Beeinflussung der zeitlichen Entwicklung von Quantensystemen mit Hilfe äußerer elektromagnetischer Felder. Dabei muss sich das gewünschte Ziel mathematisch als reell-wertiges Funktional der äußeren Felder ausdrücken lassen. Voraussetzung für eine erfolgreiche Quantenkontrolle ist die Kontrollierbarkeit des Quantensystems. Die Optimierung, d. h. Minimierung bzw. Maximierung, des Kontroll-Funktionals kann durch die Erzeugung von Materiewellen-Interferenzen erfolgen, was auch als kohärente Kontrolle bezeichnet wird, oder aber durch Pulssequenzen, deren Form z. B. mit Hilfe der mathematischen Theorie der optimalen Steuerung hergeleitet werden können. Eine größere Beachtung finden diese Methoden mit der Entstehung der Quantentechnologien, für die die präzise Steuerung von Quantendynamik mit möglichst wenig Ressourcen von zentraler Bedeutung ist.

## Entwicklung
Die Steuerung von Quantensystemen durch eine geschickte Wahl äußerer elektromagnetischer Felder wurde erstmals in den 1980er Jahren unabhängig voneinander in den Forschungsfeldern von chemischer Reaktionsdynamik (dort unter dem Namen kohärente Kontrolle) und in der Kernspinresonanzspektroskopie diskutiert. Experimentelle Anwendungen erfolgten ebenfalls zunächst in diesen beiden Gebieten. Mit der Entstehung der Quanteninformationswissenschaft hat sich das Interesse an den Methoden der Quantenkontrolle verstärkt, zunächst, um Rechenoperationen in einem Quantencomputer möglichst schnell und präzise ausführen zu können. Mittlerweile finden Konzepte der Quantenkontrolle aber auch in anderen Bereichen der Quanteninformation, z. B. in der Quantensensorik, Anwendung.

## Varianten
Methoden der Quantenkontrolle können nach verschiedenen Kriterien unterschieden werden:
- Verwendung von Quantenmessungen oder nur rein klassischer Information (closed loop bzw. open loop),
- quantenmechanische oder nur rein klassische Beschreibung der äußeren Felder,
- Auswertung lediglich des Kontroll-Funktionals oder auch des Gradienten bzw. höherer Ableitungen (Hesse-Matrix) des Kontroll-Funktionals.

### Gradientenbasierte Verfahren
In gradientenbasierten Verfahren wird die Extremumbedingung, d. h. das Verschwinden des Kontroll-Funktionals unter Variation der äußeren Felder, numerisch durch Vorwärts- und Rückwärtspropagation des Quantensystems umgesetzt. Startpunkt für die Rückwärtspropagation ist dabei das Kontrollziel. Beliebte Beispiele für gradientenbasierte Verfahren sind die von dem russischen Mathematiker Krotow eingeführte und nach ihm benannte Methode sowie das Gradient Ascent Pulse Engineering (GRAPE).

### Gradientenfreie Verfahren
Gradientenfreie Verfahren verwenden Methoden der nichtlinearen Optimierung zur Minimierung bzw. Maximierung des Kontrollziels. Dafür ist keine Rückwärtspropagation notwendig, allerdings konvergieren diese Verfahren in der Regel langsamer als gradientenbasierte Verfahren, insbesondere bei einer großen Anzahl von Optimierungsparametern.